# Giulia Leonardi
Giulia Leonardi est une joueuse italienne de volley-ball née le 1er décembre 1987 à Cesena. Elle mesure 1,65 m et joue au poste de libero.

## Clubs
| Club                 | Pays   | De        | À         |
| -------------------- | ------ | --------- | --------- |
| VC Cesena            | Italie | 2003-2004 | 2004-2005 |
| Volley Sant'Egidio   | Italie | 2005-2006 | 2005-2006 |
| VC Cesena            | Italie | 2006-2007 | 2006-2007 |
| Volley 2002 Forlì    | Italie | 2007-2008 | 2007-2008 |
| Pallavolo Cesena     | Italie | 2008-2009 | 2008-2009 |
| Robur Tiboni Urbino  | Italie | 2009-2010 | 2010-2011 |
| Futura Busto Arsizio | Italie | 2011-2012 | 2014-2015 |
| River Modène         | Italie | 2015-2016 | 2017-2018 |
| UYBA Busto Arsizio   | Italie | 2018-2019 | 2022-2023 |
| Azzurra Florence     | Italie | 2023-2024 |           |

## Palmarès
- Coupe de la CEV (2)
  - Vainqueur :  2011, 2012, 2019.
- Championnat d'Italie (1)
  - Vainqueur : 2012.
- Coupe d'Italie (1)
  - Vainqueur : 2012.
- Supercoupe d'Italie 
  - Vainqueur : 2012.